# Amieiro (Arazede)
Amieiro é uma localidade da freguesia de Arazede, do Município de Montemor-o-Velho,  distrito de Coimbra.
Amieiro foi reguengo da Casa de Aveiro, concedido por D. Manuel I em 1516 a D. Jorge Lencastre, duque de Coimbra.
A sua paisagem insere-se já numa zona de transição para a Gândara, em que os terrenos de cultivo (milho e trigo) aparecem misturados com manchas de pinheiros e eucaliptos.

Amieiro tem como patrono São Tiago, cujos festejos celebram-se no mês de Julho.

## História
A origem desta povoação remonta a fundação da nacionalidade Portuguesa. No Século XVI, D. Manuel I, a 20 de Agosto de 1516, concede novo foral à vila Montemor-o-Velho onde se verifica que o lugar de Amieiro é reguengo da Casa e Ducado de Aveiro.
No Século XVIII, é efectuada no reguengo do Amieiro a divisão e demarcação das com suas terras e casais com: Amieiro, Vila Franca, Casal do Carrapatoso, Casal da Ladeira e  Poços,  Casal  do  Vale  da  Fonte,  Casal  do  Monte  Alvo,  Casal  das  Brijieiras de  Porto  de  Quiaios,  Casal  da  Chainça,  Casal  de  Forno  Tilheiro,  Casal  do Olhão,  Casal  da  Azenha  Derrubada,  Casal  do  Vale  da  Sanguinheira,  Casal das  Relvas,  Azinhaga,  Santiago  do  Amieiro,  Casal  do  Serrado  e  Boca  da Cabra.
O Reguengo do Amieiro ficará na Casa dos Duques de Aveiro até 1759.

## Personalidades Notáveis
- Manuel Joaquim de Macedo Soutomaior - Governador Civil de Coimbra (1886);
- José de Macedo Soutomaior;

## Património
- Capela de São Tiago (século XVII/XVIII);
- Cruzeiro (século XVII);
- Fonte de São José;
- Fonte das Bicas;
- Quinta Nossa Senhora do Pranto (extinta).

Amieiro possuí, a nível do património industrial, um importante complexo industrial de cerâmica de telha da segunda metade do século XX, que deve ser conservado e explorado pela historiografia, etnografia e turismo.